# Адами, Эрнест Даниэль
Эрнест Даниэль Адами (нем. Ernest Daniel Adami; 1716—1795) — немецкий музыкант, философ, литератор.
Окончил гимназию в Торне, служил домашним учителем музыки в аристократической семье, затем в 1738—1740 гг. изучал теологию в Иенском университете. С 1743 г. занимал должность музыкального руководителя в латинской школе в Ландесхуте.
Им написаны:
- «Philosophisch-musikalische Abhandlung über das göttlich Schöne der Gesangsweise in geistlichen Liedern bei öffentlichem Gottesdienste» (Лейпц., 1755);
- «Vernünftige Gedanken über den dreifachen Widerschall vom Eingange des Adersbachischen Steinwaldes im Königreich Böhmen» (1760).